# Чемпионат Украины по регби
Чемпионат Украины по регби-15 — регулярное первенство Украины по регби. Турнир проводится с 1991 года.

## Участники
В сезоне 2020 года в турнире выступают следующие клубы:
- «Олимп» (Харьков)
- «КРЕДО-1963» (Одесса)
- «Подолье» (Хмельницкий)
- «Сокол» (Львов)
- «Антарес» (Киев)
- «Политехник» (Одесса)[2]

В 1968 году впервые на чемпионат попадали команды-победители соревнований региональных ДСО. Из-за этого многие периферийные команды лишились соревнований и финансовой поддержки и распались.

## Чемпионы УССР (1965-1991) и Украины
| Год     | Золото                   | Серебро                  | Бронза                              |
| ------- | ------------------------ | ------------------------ | ----------------------------------- |
| 1965    | «Динамо» (Киев)          | «Спартак-Авиатор» (Киев) | «Авангард» (Киев)                   |
| 1966    | «Спартак-Авиатор» (Киев) | СКА «Киев»               | «Авангард» (Харьков)                |
| 1967    | «Динамо» (Киев)          | «Спартак-Авиатор» (Киев) | «Локомотив» (Харьков)               |
| 1968    | «Динамо» (Киев)          | «Спартак» (Киев)         | «Авангард»(Харьков)                 |
| 1969    | «Динамо» (Киев)          | «Спартак-Авиатор» (Киев) | «Политехник-КПИ» (Киев)             |
| 1970    | «Спартак-Авиатор» (Киев) | «Динамо» (Киев)          | «Днепр» (Киев)                      |
| 1971    | «Динамо» (Киев)          | «Авиатор-КИИГА» (Киев)   | «Политехник» (Одесса)               |
| 1972    | «Авиатор-КИИГА» (Киев)   | «Политехник» (Киев)      | «Локомотив» (Харьков)               |
| 1973    | «Авиатор-КИИГА» (Киев)   | «Динамо» Киев            | «Политехник-КПИ» (Киев)             |
| 1974    | «Авиатор-КИИГА» (Киев)   | «Политехник-КПИ» (Киев)  | «Динамо» (Киев)                     |
| 1975    | «Политехник» (Киев)      | «Будивельнык» (Львов)    | «Авиатор-КИИГА» (Киев)              |
| 1976    | «Политехник» (Киев)      | СКА «Киев»               | «Будивельнык» (Львов)               |
| 1977    | «Авиатор-КИИГА» (Киев)   | «Спартак» Харьков        | «Политехник» (Одесса)               |
| 1978    | «Авиатор» (Киев)         | «Политехник-КПИ» (Киев)  | «Спартак» (Харьков)                 |
| 1979    | «Политехник» (Киев)      | «Сокил» (Львов)          | КИИГА (Киев)                        |
| 1980    | «Авиатор» (Киев)         | «Политехник» (Киев)      | «Сокил» (Львов)                     |
| 1981    | «Авиатор» (Киев)         | «Политехник» (Киев)      | «Сокил» (Львов)                     |
| 1982    | «Авиатор» (Киев)         | «Сокил» (Львов)          | «Пресс» (Днепропетровск)            |
| 1983    | «Авиатор» (Киев)         | «Сокил» (Львов)          | КИИГА (Киев)                        |
| 1984    | «Авиатор» (Киев)         | «Сокил» (Львов)          | ХТЗ (Харьков)                       |
| 1985    | «Авиатор» (Киев)         | ХТЗ (Харьков)            | «Сокил» (Львов)                     |
| 1986    | «Авиатор» (Киев)         | «Сокил» (Львов)          | ХТЗ (Харьков)                       |
| 1987    | «Авиатор» (Киев)         | «Политехник» (Киев)      | «Сокил» (Львов)                     |
| 1988    | «Политехник» (Киев)      | ХТЗ (Харьков)            | «Пресс» (Днепропетровск)            |
| 1989    | «Авиатор» (Киев)         | «Политехник» (Киев)      | «Прогресс» (Львов)                  |
| 1990    | «Авиатор» (Киев)         | «Политехник» (Киев)      | ХТЗ (Харьков)                       |
| 1991    | «Политехник» (Киев)      | «Феникс-Авиатор» (Киев)  | «Сокил» (Львов)                     |
| 1992    | «Политехник» (Киев)      | «Феникс-Авиатор» (Киев)  | «Сокил» (Львов)                     |
| 1993    | «Политехник» (Киев)      | «Арго» (Киев)            | «Авиатор» (Киев)                    |
| 1994    | «Политехник» (Киев)      | «Арго» (Киев)            | «Авиатор» (Киев)                    |
| 1994/95 | «Политехник» (Киев)      | «Арго» (Киев)            | «Авиатор» (Киев)                    |
| 1995/96 | «Политехник» (Киев)      | «Арго» (Киев)            | «Титаны» (Харьков)                  |
| 1996/97 | «Политехник» (Киев)      | «Арго» (Киев)            | «Титаны» (Харьков)                  |
| 1997    | «Арго» (Киев)            | «Политехник» (Киев)      | «Титаны» (Харьков)                  |
| 1998    | «Арго» (Киев)            | «Титаны» (Харьков)       | «Политехник» (Киев)                 |
| 1999    | «Арго» (Киев)            | «Титаны» (Харьков)       | «Легион-ОСК» (Харьков)              |
| 2000    | «Арго» (Киев)            | «Политехник» (Киев)      | «Легион-ОСК» (Харьков)              |
| 2001    | «Арго» (Киев)            | «Легион-ОСК» (Харьков)   | «Политехник» (Киев)                 |
| 2002    | «Арго» (Киев)            | «Легион-ОСК» (Харьков)   | «Политехник» (Киев)                 |
| 2003    | «Арго» (Киев)            | «Авиатор» (Киев)         | «Легион-ОСК» (Харьков)              |
| 2004    | «Арго» (Киев)            | «Легион-ОСК» (Харьков)   | «Оболонь-Университет» (Хмельницкий) |
| 2005    | «Легион-ОСК» (Харьков)   | «Арго» (Киев)            | «Авиатор» (Киев)                    |
| 2006    | «Олимп» (Харьков)        | «Авиатор» (Киев)         | «Арго» (Киев)                       |
| 2007    | «КРЕДО-1963» (Одесса)    | «Олимп» (Харьков)        | «Авиатор» (Киев)                    |
| 2007/08 | «Олимп» (Харьков)        | «КРЕДО-1963» (Одесса)    | «Авиатор» (Киев)                    |
| 2008/09 | «Олимп» (Харьков)        | «КРЕДО-1963» (Одесса)    | «Сокил» (Львов)                     |
| 2009    | «Олимп» (Харьков)        | «КРЕДО-1963» (Одесса)    | «Сокил» (Львов)                     |
| 2010    | «Олимп» (Харьков)        | «КРЕДО-1963» (Одесса)    | «Авиатор» (Киев)                    |
| 2011    | «Олимп» (Харьков)        | «КРЕДО-1963» (Одесса)    | «Сокил» (Львов)                     |
| 2012    | «Олимп» (Харьков)        | «КРЕДО-1963» (Одесса)    | «Сокил» (Львов)                     |
| 2013    | «Олимп» (Харьков)        | «КРЕДО-1963» (Одесса)    | «Оболонь-Университет» (Хмельницкий) |
| 2014    | «Олимп» (Харьков)        | «КРЕДО-1963» (Одесса)    | «Сокил» (Львов)                     |
| 2015    | «Олимп» (Харьков)        | «КРЕДО-1963» (Одесса)    | «Хмельницкий» (Хмельницкий)         |
| 2016    | «Олимп» (Харьков)        | «КРЕДО-1963» (Одесса)    | «Подолье» (Хмельницкий)             |
| 2017    | «Олимп» (Харьков)        | «Подолье» (Хмельницкий)  | «Антарес» (Киев)                    |
| 2018    | «Олимп» (Харьков)        | «Подолье» (Хмельницкий)  | «Сокил» (Львов)                     |
| 2019    | «Олимп» (Харьков)        | «КРЕДО-1963» (Одесса)    | «Подолье» (Хмельницкий)             |